# Kotzreiz
Kotzreiz ist eine Deutschpunk-Band aus Berlin.

## Geschichte
Kotzreiz gründete sich im Oktober 2007 um den Schlagzeuger Christopher Kohl (Pseudonym: „Reiz“) von Jennifer Rostock, Fabi Feuer von 200 Sachen (Pseudonym: „Kotze“) und Tom (Pseudonym: „Büchse“). Das Trio gab sich ein Asselpunk-Image und begann recht simplen, eingängigen Punk zu spielen. Ab 2008 begann die Band durch ganz Deutschland zu touren. Es folgte ein Plattenvertrag bei Aggressive Punk Produktionen. Die erste Veröffentlichung war das Lied Berlin auf dem ersten AggroPunk-Sampler. Es folgte am 6. August 2010 ihr erstes Album Du machst die Stadt kaputt. Das Album sorgte in der Punkszene für Aufsehen. 2012 erschien die EP Scheiße bleibt Scheiße und anschließend das zweite Album Punk bleibt Punk. Das Lied Tränen entstand in Zusammenarbeit mit Feine Sahne Fischfilet. Auf dem Album sind des Weiteren die Bands Divakollektiv, Nonstop Stereo und Auf Bewährung als Gäste vertreten. 2012 spielte die Band auf dem Force Attack und tourte mit The Vageenas.
2015 trennte sich die Band von ihrem Bassisten Tom. Als Ersatz fanden sie Matt Mueller, der bis heute in der Band spielt. Im selben Jahr veröffentlichten Kotzreiz Die Stadt gehört den Ratten als Video und EP.
8 Jahre nach ihrem letzten Album veröffentlichten sie 2020 ihr Album Nüchtern unerträglich, erschienen wieder bei Aggressive Punk Produktionen. Auf dem Album haben sie sich wieder einige Gäste geladen: den damaligen Gitarrist von ZSK Ace, Emilie Krawall von Frau Mansmann, sowie Andrea von Pestpocken.

## Stil
Kotzreiz spielen eingängigen, simplen Deutschpunk im Stil der 1980er Jahre, der bewusst stumpf und minimalistisch gehalten ist. Der Musikstil erinnert teilweise an die Schlachtrufe-BRD-Reihe. Die Texte drehen sich um typische Punkthemen und Klischees, wie Alkoholkonsum und Schnorren. Politische Themen sind die Fahrpreise der BVG, seit Ton Steine Scherben ein beliebtes Thema, sowie Anti-Nazi-Lieder. In dem Lied Tränen setzen sie sich mit dem Thema Deutschrock auseinander.

## Diskografie
- 2010: Berlin E.P. (7’’-EP, Aggressive Punk Produktionen)
- 2010: Du machst die Stadt kaputt (LP/CD, Aggressive Punk Produktionen)
- 2012: Scheiße bleibt Scheiße (7’’-EP, Aggressive Punk Produktionen)
- 2012: Punk bleibt Punk (LP/CD, Aggressive Punk Produktionen)
- 2015: Die Stadt gehört den Ratten (7’’-EP, Aggressive Punk Produktionen)
- 2020: Nüchtern unerträglich (LP/CD, Aggressive Punk Produktionen)